# Старицкий, Михаил Петрович

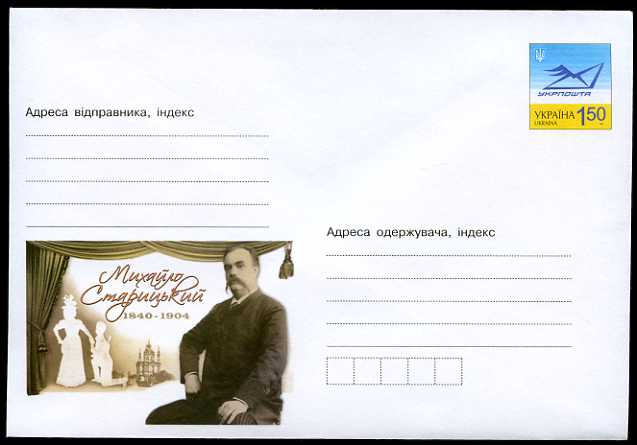
Художественный конверт почты Украины, посвящённый 170-летию со дня рождения М. П. Старицкого. 2010 г.

Михаи́л Петро́вич Стари́цкий (укр. Михайло Петрович Старицький; по традиционной версии 2 [14] декабря 1840 или, по новым данным, 2 [14] ноября 1839, Клещинцы — 14 [27] апреля 1904, Киев) — украинский писатель, драматург и театральный деятель. Писал на украинском и русском языках.

## Биография
Родился Михаил Старицкий 2 (14) декабря 1840 года в селе Клещинцы Золотоношского уезда на Полтавщине (ныне Чернобаевский район Черкасской области Украины) в семье мелкого помещика.
С 1851 по 1856 год учился в гимназии в Полтаве, в это же время гимназистом там был Николай Вербицкий. В возрасте 8 лет лишился отца, отставного ротмистра, а в 1852 году у него умерла мать и Михаил стал круглым сиротой. Попечение о нём взял его дядя Виталий Романович Лысенко (двоюродный брат его матери) — отец будущего композитора Н. В. Лысенко.
В 1858 году Михаил продолжил обучение на физико-математическом, потом на юридическом факультете Харьковского университета, с 1860 года в Киеве, до 1867 года с перерывами учился на юридическом факультете Киевского университета (не окончил).
В 1864 году Михаил Старицкий начал выступать в театральных кружках. В 1882 году он организовал вместе с М. Л. Кропивницким первую украинскую профессиональную театральную труппу. В 1885—1891 годах руководил собственной труппой. В 1892—1897 годах режиссёр и директор труппы Н. К. Садовского. В 1898 году был режиссёром труппы И. М. Найды, затем оставил театр.
Под впечатлением от выступления в Минске труппы Михаила Старицкого поэт Иван Неслуховский (Янка Лучина) начал писать на белорусском языке. Первое его белорусскоязычное произведение «Усёй трупе дабрадзея Старыцкага беларускае слова» было посвящено театру Старицкого и содержало следующие строки: «Спявайце ж, братцы, смела і звонка: не згіне песня і Украіна! Будзьце здаровы! Янка Лучына».
С 1868 года выступал со стихами. С 1883 года писал пьесы, из которых самой известной стала «За двумя зайцами». С 1881 года активно публиковался как прозаик (только на русском языке) — исторические романы и повести, нравоописательные рассказы.

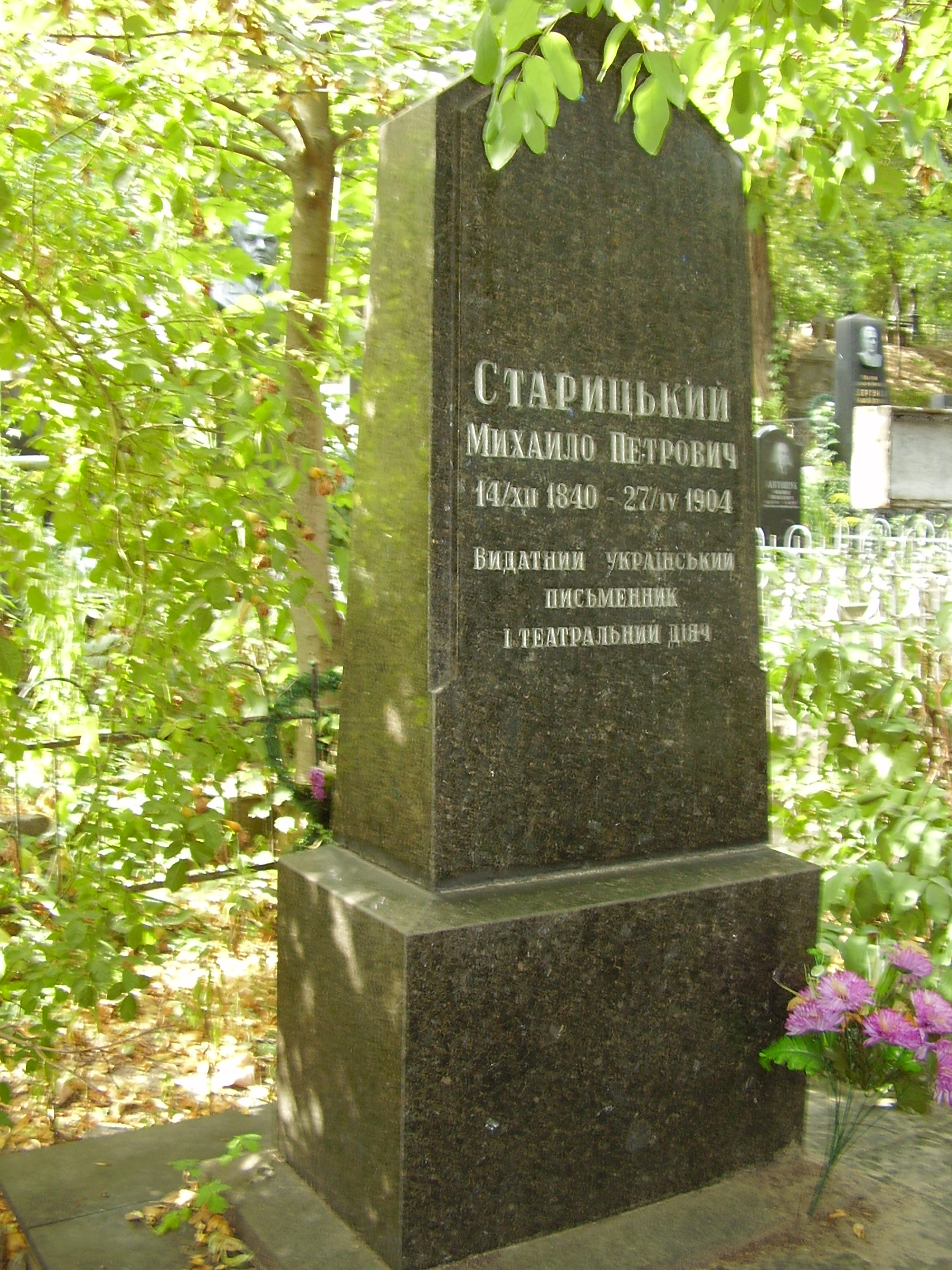
Могила Михаила Старицкого

Умер Михаил Старицкий 14 (27) апреля 1904 года. Похоронен в Киеве на Байковом кладбище.

## Творчество

### Поэзия
Стихотворение «Ніч яка, Господи, місячна, зоряна» в музыкальной обработке Николая Лысенко стало народной песней.

### Пьесы
- «Черноморцы»
- «Зимний вечер»
- «Ой, не ходи Грицю…»
- «За двумя зайцами» (по мотивам комедии «На Кожумяках» И. С. Нечуй-Левицкого). Русский перевод осуществил А.Н.Островский.
- «Не суждено» (1883)
- «Богдан Хмельницкий» (1887)
- «Цыганка Аза» (1888)
- «Ой, не ходи, Грицю, тай на вечерницы» (1890)
- «Во тьме» (1893)
- «Судьба» (1894)
- «Маруся Богуславка» (1897)
- «Оборона Буши» (1899)

### Романы
- Трилогия «Богдан Хмельницкий»
  - «Перед бурей» (1894)
  - «Буря» (1896)
  - «У пристани» (1897)
- Молодость Мазепы (1898)
- «Разбойник Кармелюк» (1903)

В 1883—1884 годах издавал литературный альманах «Рада».

## Вклад в развитие украинского языка
Старицкий в ходе работы над «Словарём украинского языка» (1881—1882) ввёл в украинский язык слова мрія ‘мечта’, майбутнє ‘будущее’, байдужість ‘равнодушие’, завзяття ‘упорство, рвение’, темрява ‘темнота’, страдниця ‘страдалица’, незагойний ‘незаживающий’, приємність ‘удовольствие’, чарівливий ‘чарующий’, сутінь ‘сумрак’, бойовище ‘поле битвы, побоище’, маєво ‘мерцание’, знадливий ‘манящий’, стуманілий ‘отуманенный’, пестливий ‘ласковый’, привабливий ‘привлекательный’, потужний ‘мощный’ и ряд других.

## Семья
- Дочь Людмила погибла в заключении.
  - Внучка Вероника расстреляна.
- Дочь Оксана Михайловна Стешенко (1875—1942) — детский писатель, замужем за И. Стешенко; арестована вместе с сестрой, погибла в заключении.
  - Внук Ярослав Иванович Стешенко (1904—1937) — библиограф, умер в заключении.
  - Внучка Ирина — актриса.

## Память
В 2020 году была выпущена марка (№ 1867).